# Borgward BX3
Borgward BX3 – samochód osobowy typu SUV klasy kompaktowej pod chińsko-niemiecką marką Borgward w latach 2020 – 2021.

## Historia i opis modelu
Plan przedstawienia czwartego modelu Borgwarda w jego ogłoszono w maju 2018 roku, z kolei ostateczna premiera pojazdu uległa wielokrotnym opóźnieniom. Po prapremierze na rynku chińskim w grudniu 2019 roku, najmniejszy i najtańszy model w ofercie oficjalnie zadebiutował w kwietniu 2020 roku.
Pod kątem wizualnym, samochód odtworzył język stylistyczny z większych modeli nowożytnego Borgwarda. Pas przedni zyskał sześciokątną atrapę chłodnicy z pionowymi, chromowanymi poprzeczkami, z kolei reflektory zyskały agresywny kształt.
W spójnej estetyce utrzymano także deskę rozdzielczą, z charakterystycznym motywem odwróconego trapezu w konsoli centralnej, kolorowymi wstawkami i umieszczonym na jej szczycie 10,25-calowym wyświetlaczem systemu multimedialnego. Poza systemem 8-głośników, systemem kamer umożliwiających podgląd w 360 stopniach, pojazd wyposażono także m.in. w łączność Bluetooth.

### Sprzedaż
W pierwszej kolejności Borgward BX3 trafił do sprzedaży na rynku chińskim, gdzie pierwsze dostawy rozpoczęto realizować jeszcze przed globalną premierą, w styczniu 2020 roku, kończąc się jednak zaledwie 3 miesiące później po niewielkiej liczbie 195 sprzedanych sztuk. Producent planował rozpocząć również sprzedaż na innych rynkach, gdzie jest on obecny, jednak nie udało się zrealizować tych założeń. 

### Silnik
- L4 1.4l Turbo 150 KM